# Gentianella incurva
Gentianella incurva är en gentianaväxtart som först beskrevs av William Jackson Hooker, och fick sitt nu gällande namn av Fabris. Gentianella incurva ingår i släktet gentianellor, och familjen gentianaväxter. Inga underarter finns listade i Catalogue of Life.